# НефАЗ-5299
НЕФАЗ-5299 — семейство российских автобусов большого класса вместимости производства НЕФАЗ, выпускаемое на базе шасси КАМАЗ-5297.
Является одной из самых массовых моделей городского автобуса в современной России: за 13 лет производства было выпущено более 10 000 экземпляров.

## История создания
В начале 1990-х годов Камским автомобильным заводом была выдвинута идея о производстве и продаже автобусов на шасси КАМАЗ. В 1993 году в Набережных Челнах на базе автозавода КАМАЗ было создано акционерное общество «КАМАЗавтобуспром». Плодом работы данного предприятия стал опытный образец городского автобуса КАМАЗ-5262. Однако планы по выпуску данной модели были перечёркнуты пожаром на заводе двигателей КАМАЗа, произошедшим 14 апреля 1993 года. Тем не менее КАМАЗ не прекращал поиски вариантов производства автобусов на собственном шасси. В мае 1997 года автозавод подписал соглашение о сотрудничестве со словенской фирмой Avtomontaža. Подписанное соглашение предусматривало создание в Набережных Челнах производственных мощностей по выпуску автобусов КАМАЗ-5297. Предполагалось, что первые 100 машин на КАМАЗовском шасси будут изготовлены в Словении, а в перспективе кузова собирался делать и сам КАМАЗ (Avtomontaža должна была поставить КАМАЗу необходимое оборудование, включая окрасочную линию). В это же время Татарским республиканским фондом НИОКР, администрацией Казани и Набережных Челнов совместно с Госкомимуществом Татарстана создаётся ЗАО «Челнинский автобусный завод» (ЧелАЗ). Новый завод разработал, запатентовал и сертифицировал городской 6-дверный автобус ЧелАЗ-5281. В 1999 году ЧелАЗ планировал собрать 200 автобусов. Планировавшаяся проектная мощность завода составляла 2000 автобусов в год. На этот объём производства ЧелАЗ должен был выйти к 2000 году. Однако экономический кризис, разразившийся в 1998 году, не позволил этим проектам воплотиться в жизнь.

Тем не менее, спустя несколько лет проделанная работа стала основой для реализации нового проекта — выпуск и продажа автобусов НЕФАЗ-5299 на дочернем предприятии КАМАЗа — Нефтекамском автомобильном заводе. Семейством автобусов большого класса инженеры расположенного в Башкирии Нефтекамского автозавода начали заниматься в августе 2000 года, когда руководством завода была принята «Программа освоения пассажирских автобусов на шасси КАМАЗ»". Предприятие, начавшее свою работу в 1977 году с изготовления самосвалов, к тому времени уже имело опыт производства пассажирского автотранспорта: так называемые «вахтовки» — снабжённые сиденьями остеклённые кузова-фургоны, поставленные на рамы полноприводных грузовиков. А в конце 1990-х годов появился проект по сборке турецких автобусов Mercedes-Benz O325. Но уже тогда пришло понимание, что более перспективно — обзавестись собственным семейством автобусов: недорогих, неприхотливых, ремонтопригодных — максимально приспособленных для эксплуатации в специфических российских условиях. В качестве базы для них было выбрано специальное автобусное шасси, разработанное в 1997 году на КАМАЗе («КАМАЗ-5297»). 
Непосредственно к изготовлению опытного образца автобуса «НЕФАЗ-5299» приступили 9 сентября 2000 года. Первый же автобус с заводским номером 0000001 сошёл с конвейера завода 6 декабря 2000 года и был отправлен в Набережные Челны, где проработал в предприятии «ПАК-Инвест» до 2009 года.
В 2001 году произвели 115 автобусов, которые поставили в Уфу, Ишимбай, Стерлитамак, Сибай, Нефтекамск, Кумертау, Белорецк и Октябрьский.

## Описание
Первая модель завода, серийное производство которой было начато в 2001 году, представляет собой классический заднемоторный, высокопольный городской автобус с каркасным цельнометаллическим кузовом и тремя дверьми. Конструкторы завода не пошли на поводу у доминировавшей в то время тенденции ради упрощения конструкции делать заднюю дверь зауженной, а то и вовсе одностворчатой — все дверные проёмы получили одинаковую ширину 1200 мм. В моторный отсек НЕФАЗ-5299 был установлен КАМАЗовский дизельный двигатель с КАМАЗовской коробкой передач. Большая часть внешнего облика первых автобусов была аналогична автобусам МАЗ-104. С 2004 года выпускаются автобусы с обновлённым дизайном. В автобус устанавливаются двигатели КАМАЗ или Cummins, а также АКПП Voith Diwa.
Автобусы оборудованы вместительным салоном с тремя двустворчатыми боковыми пассажирскими дверями. В салоне 115 мест для пассажиров, 25 из которых — для сидения, возможно размещение инвалидной коляски, а средний дверной проём оборудуется пандусом. В салоне имеются три потолочных люка с электроприводом и пять форточек, оборудованы две накопительные площадки в средней и задней частях салона. Кабина водителя отделена от салона перегородкой с форточкой, по заказу в ней устанавливается дверь.
С 2010 года также выпускаются автобусы с обновлённым салоном набережночелнинской фирмы «КОРА», аналогичным салону автобуса ЛиАЗ-5292; передняя дверь полностью отводится в салон. Базовый дизайн внешнего вида был незначительно изменён в 2012 году (линия окон), более серьёзный рестайлинг кузова проведён в 2013 году (передняя и задняя маски, салон), а также в 2017—2018 гг. (полностью изменён внешний вид кузова). Устанавливаются двигатели КАМАЗа или Cummins ISB, отвечающие нормам Евро-5. Коробка передач — шестиступенчатый автомат ZF. 
Автобусы Нефаза получили несколько заслуженных наград. Поставляются в Казань, Санкт-Петербург, Кемерово, Новосибирск, Уфу, Ярославль, Воронеж и другие города.

## Модели автобуса НЕФАЗ-5299
С начала выпуска произведено более 70 модификаций этого автобуса.
| Вариант кузова | Годы производства | Модели и модификации | Примечания |
| -------------- | ----------------- | --- | --- |
|                | 2001—2005         | 5299-10 5299-11 5299-20 | Разработка автобуса велась на основе шасси КАМАЗ-5297, выпускался в городском, пригородном и междугороднем варианте. За первые пять лет вышло около 15 моделей автобуса в этом варианте кузова. Комплектовался дизельным двигателем КамАЗ-740.11 (Евро-1), КамАЗ-740.30 (Евро-2) или Сaterpillar-3116 (Евро-2)                                 |
|                | 2004—2013         | 5299-10 5299-11 5299-17 5299-20 5299-30 5299-37 5299-40 | В этом варианте кузова было выпущено около 25 моделей, появляются газомоторные, полунизкопольные и низкопольные вариации. На автобус устанавливался дизель КамАЗ-740.31 (Евро-2), Cummins 6ISBe (Евро-3, Евро-4) или газовый двигатель КАМАZ 820.61 (Евро-4)                                                                                   |
|                | 2013—2022         | 5299-10-42 5299-11-31 (КПГ) 5299-11-42 5299-11-52 5299-11-55 (КПГ) 5299-11-56 (КПГ) 5299-17-42 5299-17-52 5299-20-42 5299-20-52 5299-30-31 5299-30-42 5299-30-51 (КПГ) 5299-30-56 (КПГ) 5299-40-51 (КПГ) 5299-40-52 | Автобус большого класса для городских, пригородных и междугородних пассажироперевозок, выполнялся в базовом, полунизкопольном и низкопольном исполнении. На автобус устанавливался дизель Cummins ISB6 (Евро-5) либо газовый двигатель — КАМАZ 820.91 (Евро-5) или Mercedes-Benz M906 LAG                                                      |
|                | 2017—2020         | 5299-30-57 (КПГ) 5299-40-52 5299-40-57 (КПГ) | Низкопольный автобус большого класса для городских и пригородных перевозок Рестайлинговая модель автобуса НЕФАЗ-5299-40-52 была впервые представлена на выставке Комтранс 2017, новый дизайн кузова унифицирован с электробусом KAMAZ-6282. Автобус комплектовался дизелем Cummins ISB6 (Евро-5) или газовым двигателем WEICHAI WP7NG (Евро-5) |
|                | 2019—наст. время  | 5299-30-52 5299-30-57 (КПГ) 5299-31-52 5299-31-57 (КПГ) 5299-40-52 5299-40-57 (КПГ) 5299-40-57 (СПГ) | Низкопольный автобус большого класса для городских и пригородных маршрутов. Устанавливается дизельный двигатель Cummins ISB6 (Евро-5) или газовый двигатель WEICHAI WP7NG (Евро-5) |

## Модификации
Под маркой НЕФАЗ-5299 представлено целое семейство автобусов большой вместимости. Существуют городские, пригородные и междугородные модификации данных автобусов, с различным устройством пассажирского салона, высотой пола, типами двигателя, КПП и прочим.

### Низкопольные автобусы
Полунизкопольные версии автобуса после цифрового номера модели «5299» содержат индекс «30» (5299-30), полностью низкопольные модели автобуса обозначаются индексом «40» (5299-40).
В полунизкопольных автобусах моделей Нефаз 5299-30-31, 5299-30-32 и 5299-30-33 предусмотрены места для маломобильных пассажиров.
Первым полностью низкопольным автобусом стала газомоторная модель НЕФАЗ-5299-40-51, выпускаемая с 2012 года.
В 2017 году  на выставке «КомТранс» Нефаз представил перонный  низкопольный автобус для аэропортов . Перронный автобус создан на основе низкопольного автобуса НЕФАЗ-5299-40-52. В дополнение к трём основным двустворчатым дверям установлены две двустворчатые двери на левой стороне.
На выставке «КомТранс-2017» также был представлен полностью низкопольный дизельный автобус НЕФАЗ-5299-40-52, рестайлинговая версия получила маску кабины как у электробуса KAMAZ-6282, презентованного годом ранее. В таком виде Нефаз 5299-40-52 поставлялся в Ростов-на-Дону в 2018 году.
Модель автобуса 5299-40-52 для города Москвы по условиям «Мосгортранса» была обновлена и унифицирована внешним видом с электробусамии ЛиАЗа и КАМАЗа, представленными на выставке «Busworld» в 2018 году. С 2019 года эти автобусы поступали в Москву. , а также в другие города и регионы России.
В 2022 году модель дебютировала в Санкт-Петербурге: в июне начал работу проект «Библиобус». Автобус, задействованный для проекта, был переделкой: у него отсутствовала задняя третья дверь. В сентябре 2022 года СПб ГУП «Пассажиравтотранс» разместил заказ на 50 автобусов данной модели. К весне 2023 года все автобусы были получены предприятием и вышли на линию.
В 2023 году в Донецк поступили 30 автобусов из Москвы шеф-регион перекрашенный в бело-красный цвет 2022 года выпуска.
НЕФАЗ-5299-40-57 — это низкопольный газовый автобус. Поставляется в города: Киров (1 автобус в январе 2022 поступил в «Автотранспортное предприятие» и 51 автобус в августе 2022 поступил в «КировПассажирАвтотранс»), Казань, Екатеринбург, Санкт-Петербург, (360 автобусов, 300 из которых работают на сжиженном газе, поступило в «Третий парк»), Кемерово, Пермь, Новосибирск, Воронеж.
Полностью низкопольный городской автобус: вход во все три двери автобуса — без ступеней. Средняя дверь — сдвинутая назад по сравнению с базовой моделью. Впервые автобус был представлен на Московской международной выставке «Комтранс-2011». Модификация рассчитана на перевозку 96 пассажиров и оборудован 24 местами для сидения. В модели предусмотрены: выдвижная аппарель в проёме средней двери, площадка для инвалидной коляски с опорной панелью и 4 мягких сиденья для инвалидов. Автобус оснащён системой ECAS (электронное управление пневмоподвеской), навигационной системой ГЛОНАСС, а также устройством контроля режима труда и отдыха водителя. В салоне автобуса и кабине водителя установлены кондиционеры. С 2011 года автобусы НЕФАЗ-52994 поставляются в Санкт-Петербург.

### Газомоторные автобусы
С 2007 года  выпускаются автобусы с газобалонным оборудованием, работающие на сжатом природном газе (КПГ). Газомоторный автобус модели 5299-30-31 принимал участие в первом ежегодном автопробеге «Голубой коридор — 2008» В конце 2000-х появились и другие газомоторные модели: 5299-30-51 (КПГ),  5299-40-51 (КПГ), 5299-11-31 (КПГ) и т.д.
В 2021 году выпущена модель НефАЗ-5299-40-57 (LNG), работающая на СПГ. Тестовая обкатка этой модели пройдёт в С-Петербурге.
В марте 2021 года правительство Санкт-Петербурга, ПАО «КАМАЗ» и ПАО «Газпром» подписали соглашение о поэтапном переходе в 2021-2023 годах на использование компримированного и сжиженного природного газа в качестве моторного топлива в Санкт-Петербурге.

### Пригородные автобусы
Первым пригородным автобусом стала модель НефАЗ-5299-10-01. Позже на заводе производили и другие ммодели для пригородного сообщения: 5299-11-31, 5299-11-32, 5299-11-33, 5299-11-52, 5299-31-52, 5299-31-57 (КПГ). 
Предназначен для перевозки пассажиров по пригородным маршрутам. Имеет две двери. Комплектуется туристическими мягкими сиденьями. Автобус вмещает до 77 пассажиров, количество посадочных мест составляет 45. В автобус устанавливаются двигатели КАМАЗ или Cummins. Безопасность движения автобуса обеспечивает пневматическая тормозная система Wabco, оснащённая АБС. Передняя подвеска — пневматическая с одним регулятором положения кузова на двух пневмоэлементах с телескопическими амортизаторами. Задняя подвеска — на четырёх пневмоэлементах и с двумя регуляторами положения кузова.
Полунизкопольная пригородная модель завода. Вариант автобуса на КПГ (5299-31-57) был показан в 2021 году. Дизельный вариант (5299-31-52) был впервые представлен на выставке «BW Expo 2022». Может иметь 36 мест (комплектация «Доступная среда») или 40 мест (дополнительные 4 места размещаются на месте накопительной площадки).
Первым заказчиком данной модели стал перевозчик Московской области — акционерное общество «Мострансавто». Предприятие заказало 329 дизельных автобусов (5299-31-52) в комплектации «Доступная среда», по состоянию на 21 апреля 2023 года прибыло 48 автобусов.

### Междугородние автобусы
Первым междугородним автобусом стала модель НЕФАЗ 5299-10-08. Позже для  междугородних пассажирских перевозок производились модели: 5299-17-31, 5299-17-32, 5299-17-52,  5299-37-32, 5299-37-33, 5299-37-42, 5299-37-52.
В 2003-2006 годах на базе шасси КАМАЗ-52975 проиводилась модель НефАЗ 52991 — туристический автобус для междугородних пассажироперевозок. Впервые этот автобус был продемонстрирован на выставке «Автосалон-2003».
Междугородние модификации, отличающиеся дизайном передней части автобуса. В отличие от пригородного, оснащается прислонно-сдвижными дверями и отсеками для багажа, возможна установка кондиционера. В автобусе предусмотрено 73 места: 44 места для сидячих пассажиров, а также участки прохода для стоящих. Автобусы комплектуют дизельным двигателем Cummins и механической коробкой передач ZF немецкого производства

## VDL-НЕФАЗ
В 2006-2011 годах совместно с бельгийско-голландской корпорацией «VDL», выпускались модели туринг-класса VDL-НЕФАЗ-52996, VDL-НЕФАЗ-52997, VDL-НЕФАЗ-52998, VDL-НефАЗ-52999, а также сочленённый автобус VDL-НефАЗ-52995. 

## Электробус НЕФАЗ-5299
В 2011 году на международном форуме «RUSNANOTECH-2011» был представлен первый российский  опытный электробус на базе автобуса Нефаз, разработанный совместно с компанией «Лиотех». В 2012 году электробус Нефаз-52992 прошёл сертификацию.Автономный электрический ход рассчитан более чем на 200 километров. На крыше, в салоне и в заднем свесе электробуса НЕФАЗ-52992 размещена литий-железо-фосфатная аккумуляторная батарея энергоёмкостью 313,6 кВт*ч.
В 2015 году на выставке «КомТранс-2015» были представлены электробусы второго поколения — НЕФАЗ-52994Э и КАМАЗ-2257Э, созданные совместно с компанией «Drive Electro». Тестовая эксплуатация проходила в Москве и С-Петербурге. Позже, на этой базе был разработан электробус, получивший обозначение KAMAZ-6282.

## КАМАЗ-6299
Сочленённый низкопольный 18-метровый автобус особо большого класса. Прошёл тестовую эксплуатацию в Москве и готов к производству. Он относится к новому поколению камазовских автобусов А4 и создан по толкающей схеме: силовой агрегат и ведущий мост расположены в прицепной секции — так пол можно сделать низким, причём как спереди, так и сзади. В КАМАЗ-6299 есть полноценная климатическая система, двойное остекление, USB-зарядки для гаджетов, валидаторы, система книлинга, то есть «приседания» на остановке. Чтобы увеличить проход в салоне, поставили три полуторных сиденья, которых нет у стандартных 12-метровых автобусов КАМАЗа. А водитель располагает цифровой приборной панелью и сенсорным экраном, куда выводится, помимо прочего, картинка с нескольких расположенных на кузове видеокамер. У новинки дизельный мотор, развивающий 340 л. с., а помимо стандартного запаса топлива в 250 литров на «удлинённом» автобусе есть дополнительный бак, он вмещает ещё 150. Серийное производство планировалось наладить на дочернем заводе НЕФАЗ в Башкортостане, старт был намечен на конец 2021 года. В 2022 году представлена газовая модификация: КАМАЗ-6299-40-5Т.

## Троллейбусы на базе кузова НЕФАЗ

### НЕФАЗ-БТЗ-52765
В 2008 году была представлена совместная разработка с Башкирским троллейбусным заводом — троллейбус НЕФАЗ-БТЗ-52765 на базе кузова Нефаз-5299Т. Выпускались модификации как с РКСУ, так и с современной тиристорно-импульсной системой управления; модель 52765А имеет асинхронный ТЭД переменного тока.

### УТТЗ-6241-10-02 «Горожанин»
Модель троллейбуса УТТЗ на базе кузова Нефаза, выпускавшаяся ограниченной серией с 2017 года.
Полностью низкопольные УТТЗ-6241-10-02 «Горожанин» рассчитаны на срок службы в 12 лет, а тяговые аккумуляторные литий-железо-фосфатные батареи — на 8 лет. Автономный ход должен помочь троллейбусам проездить с полной загрузкой, включёнными гидроусилителем, компрессором, освещением и отоплением 20 км от контактной сети. В салоне размещено 28 сидячих мест и одно (у средней двери, под которой оборудуется откидная аппарель) для инвалидной коляски. В салоне запланирована установка не менее четырёх модулей зарядных устройств с двумя USB-разъёмами на каждом, а также Wi-Fi роутер с встроенным модемом (радиус действия сети — не менее 20 м).

### КАМАЗ-62825
КАМАЗ-62825 представляет собой троллейбус, унифицированный внешним видом с электробусом KAMAZ-6282 с динамической подзарядкой. Большая часть электрооборудования идентична электробусу, за исключением системы постоянного питания.
На машине установлены два асинхронных электродвигателя переменного тока, расположенные в портальном мосту. Номинальное напряжение постоянного тока составляет 440В. Троллейбус двухосный, задние колёса ведущие. Максимальная скорость троллейбуса составляет 70 км/ч. Благодаря наличию двух тяговых двигателей троллейбус способен преодолевать уклоны до 18 %. Троллейбус имеет три двери для посадки и высадки пассажиров, по желанию заказчика передняя дверь может быть отделена от салона перегородкой. Тормозная система механическая, дисковая, вспомогательное торможение сопряжено с электродвигателем и оснащено системой рекуперации энергии в ТАБ. Оснащён тремя маршрутоуказателями в передней, по правому борту и задней части троллейбуса. Передняя подвеска независимая, пневматическая с системой электронного управления, с функцией наклона корпуса. Задняя подвеска зависимая, пневматическая.
В салоне имеется 33 места для пассажиров, по желанию заказчика возможна установка дополнительного сиденья кондуктора. Сиденья антивандальные, пластиковые. В накопительной площадке предусмотрено место для инвалидов, на средней двери установлена откидная аппарель. Остекление троллейбуса тонированное вклеенное, лобовое стекло панорамное. Водительское место регулируемое, пневматическое.
Троллейбус выпускается в разновидности электробуса с динамической подзарядкой, с автономным ходом до 20 км. По желанию заказчика предусмотрена прямая покраска с завода по схеме окраски компании-перевозчика, а также установка систем видеонаблюдения и кондиционирования воздуха. Троллейбус может выпускаться как с литий-титанатными (АХ до 20 км), так и литий-железо-фосфатными аккумуляторами (АХ до 30 км). В последнем случае предусмотрено размещение аккумуляторного отсека на месте задних сидений, что приводит к снижению числа сидячих мест до 26.

## Технические характеристики
| Колёсная формула          | 4 × 2                                                  |
| Кузов                     | Несущий, вагонной компоновки                           |
| Ширина дверей             | 1200                                                   |
| Ресурс кузова, лет        | 12                                                     |
| Тормозная система         | пневматическая и электродинамическая (реостатная)      |
| Высота потолка в салоне   | 2545                                                   |
| Вентиляция                | Естественная через люки и форточки                     |
| Система отопления         | радиаторного типа                                      |
| Ведущий мост              | ZF, Rába, Madara                                       |
| Комплектуется двигателями | КАМАЗ (740 и 820), Cummins, Mercedes-Benz, Caterpillar |

Основные города-эксплуатанты: Киров, Москва, Уфа и города Башкортостана, Татарстана, Кузбасса, Пермь, Санкт-Петербург, Красноярск, Екатеринбург, Самара, Сыктывкар, Новосибирск, Омск, Челябинск, Копейск, Ростов-на-Дону, Иркутск.

## Награды и достижения
- 2001 год — автобус городского типа НЕФАЗ-5299 стал лауреатом республиканского конкурса «Лучшие товары Башкортостана» и дипломантом программы-конкурса «100 лучших товаров России»[50].
- 2002 год — пригородный автобус НЕФАЗ-5299-01 стал лауреатом республиканского конкурса «Лучшие товары Башкортостана» и лауреатом конкурса «100 лучших товаров России»[50].
- 2003 год — междугородный автобус НЕФАЗ-5299-10 получил диплом лауреата конкурса «Лучшие товары Башкортостана» и стал дипломантом конкурса «100 лучших товаров России»[50].
- 2006 год — автобус для перевозки инвалидов НЕФАЗ-5299-10-15 стал Лауреатом программы «100 лучших товаров России»[50].
- 2011 год — автобус НЕФАЗ-5299-30-31 с газовым двигателем признан лауреатом всероссийского конкурса «100 лучших товаров России»[50].

## Фотографии
- НЕФАЗ-52994-11-31 в Мирном
- NEFAZ-5299-40-52  в Санкт-Петербурге на маршруте
- Тестовый NEFAZ-5299-40-52  в Брянске на обкатке